# Krzysztof Kajrys
Krzysztof Kajrys (* 20. September 1959 in Chorzów) ist ein ehemaliger polnischer Fußballspieler.
Kajrys spielte zunächst bei Ruch Chorzów und wechselte 1983 zum polnischen Erstligisten Widzew Łódź. 1988 verpflichtete ihn der deutsche Zweitligist FC 08 Homburg. In der Saison 1988/89 trug er als Stammspieler wesentlich zum abermaligen Aufstieg des Vereins in die Bundesliga bei. Dort kam er dann nicht mehr zum Einsatz. Nach dem Abstieg des FC Homburg bestritt Kajrys noch weitere zehn Spiele für den Verein in der 2. Bundesliga. In der Saison 2008/2009 war er als Spielertrainer beim C-Kreisligisten TuS Dunzweiler aktiv, wo er in der Winterpause entlassen wurde.

## Erfolge
- Polnischer Pokalsieger (1985)
- Dritter Platz U18-EM (1978)